# Damian Kindler
Damian Kindler (né le 31 mai 1968 à Melbourne en Australie) est un producteur et un scénariste canadien pour la télévision.

## Filmographie
Scénariste
- 2006 : Stargate SG-1 - Saison 10 épisode 5 (Série télévisée)
- 2005 : Stargate SG-1 - Saison 9 épisodes 8, 10, 15 (Série télévisée)
- 2005 : Stargate Atlantis - Saison 2 épisodes 6, 16 (Série télévisée)
- 2004 : Stargate SG-1 - Saison 8 épisodes 5, 6, 12, 15, 16, 17 (Série télévisée)
- 2004 : Stargate Atlantis - Saison 1 épisode 7 (Série télévisée)
- 2003 : Stargate SG-1 - Saison 7 épisodes 3, 8, 11, 12, 13, 15 (Série télévisée)
- 2002 : Stargate SG-1 - Saison 6 épisodes 8, 10, 13, 18, 20 (Série télévisée)
- 2002 : Shadow Realm de Keith Gordon (Téléfilm)
- 2001 : Sydney Fox, l'aventurière - Saison 3 épisode 16 (Série télévisée)
- 1999 : Psi Factor, chroniques du paranormal - Saison 4 épisodes 5, 6 (Série télévisée)
- 1998 : Stargate SG-1 - Saison 2 épisode 5 (Série télévisée)
- 1998 : Psi Factor, chroniques du paranormal - Saison 3 épisodes 5, 16, 20 (Série télévisée)
- 1997 : Psi Factor, chroniques du paranormal - Saison 2 épisode 14 (Série télévisée)

Producteur
- 1997 : Stargate SG-1 (Série télévisée)

Producteur exécutif
- 2007 : Sanctuary (Série télévisée)

Créateur
- 2007 : Sanctuary (Série télévisée)